# Protestos no Líbano em 2006–2008
Os Protestos no Líbano em 2006–2008 foram uma série de protestos políticos e sit-ins que começaram em 1 de dezembro de 2006, liderados por grupos no Líbano que se opuseram ao governo do primeiro-ministro Fouad Siniora, apoiado pelos Estados Unidos e pela Arábia Saudita. O grupo de oposição era composto pelo Hezbollah, Amal e pelo Movimento Patriótico Livre; vários partidos menores também estiveram envolvidos, incluindo o Partido Marada, o Partido Comunista Libanês e o Partido Social Nacionalista Sírio. A maioria dos membros do governo faziam parte da Aliança do 14 de Março anti-Síria, uma coligação de partidos políticos e independentes no Líbano. Os dois grupos também estavam divididos em linhas religiosas, com a maioria dos sunitas e drusos apoiando o governo, e a maioria dos xiitas apoiando o grupo da oposição. A comunidade cristã estava dividida entre as duas facções, com Michel Aoun, o líder do Movimento Patriótico Livre, alegando ter mais de 70% de apoio entre os cristãos, de acordo com os resultados das eleições parlamentares de 2005.
A oposição, que tinha quase 45% dos assentos parlamentares, buscava criar um governo de unidade nacional, no qual exigia um mais do que um terço dos assentos do gabinete. Isso lhes daria poder de veto, bem como a capacidade de derrubar o governo. Ao contrário de outras democracias, o Líbano não pode ser governado por uma maioria simples. O governo recusou as demandas. A oposição também pretendia realizar eleições parlamentares antecipadas, na esperança de remover a atual maioria mantida pela Aliança do 14 de Março. Por outro lado, a maioria da Aliança do 14 de Março estava tentando realizar eleições presidenciais antecipadas para substituir o presidente pró-sírio, Émile Lahoud. No sistema político libanês, o parlamento elege o presidente. No entanto, de acordo com o Artigo 49 da Constituição, o presidente do Líbano deve receber dois terços dos votos na primeira sessão ou uma maioria absoluta de votos nas sessões subsequentes.
Em 8 de abril de 2007, Sayyed Hassan Nasrallah, líder da oposição, declarou a situação num impasse, mas expressou uma relutância em escalar os protestos para uma guerra civil. Ele sugeriu que o status quo continuaria até as eleições regulares de 2009. No entanto, uma nova onda de violência sectária teria inicio no Líbano em maio de 2008. Respondendo à repressão do governo à rede Hezbollah, os militantes pertencentes à organização e seus aliados bloquearam o aeroporto de Beirute e as principais ruas da cidade, paralisando a capital. Em 8 de maio de 2008, batalhas armadas eclodiram entre partidários do Hezbollah e partidários do governo, enquanto o líder da organização chamou a decisão do governo de "uma declaração de guerra".
Após uma semana de confrontos em maio de 2008, líderes da oposição e os governistas assinaram o Acordo de Doha, neutralizando uma crise política de dezoito meses. O acordo implicava a eleição do general Michel Sulaiman como presidente e a formação de um governo de unidade nacional sob Fouad Siniora.